# Psychotria cyanococca
Psychotria cyanococca là một loài thực vật có hoa trong họ Thiến thảo. Loài này được Seem. ex Dombrain miêu tả khoa học đầu tiên năm 1870.